# Agência Nacional para a Avaliação e Acreditação Académica

Logo der ANAAA

Agência Nacional para a Avaliação e Acreditação Académica ANAAA (deutsch Nationale Agentur für akademische Evaluierung und Akkreditierung, englisch National Agency for Academic Assessment and Accreditation NAAAA) ist in Osttimor eine unabhängige Institution zur Qualitätssicherung in der Hochschulbildung des Landes. Sie ist dem Bildungsministerium unterstellt.

## Geschichte
Die ANAAA wurde mit dem Gesetz 21/2010 am 1. Dezember 2010 offiziell gegründet, auch wenn die Arbeit bereits im Januar mit drei Mitarbeitern begann. Sie akkreditiert und bewertet die Qualität der Hochschulen Osttimors. 2017 waren landesweit 14 Hochschulen zugelassen. Auch einzelne Programme können akkreditiert werden.

## Struktur
Die ANAAA besteht aus einem Vorstand, einem Exekutivdirektorium, dem technischen Sekretäriat und dem Verwaltungssekretäriat. Exekutivdirektor ist für die Amtszeit von 2023 bis 2026 Nilton Diamantino Paiva Mau, der Edmundo Viegas (2016–2022) ablöste. Die Amtszeit ist auf drei Jahre begrenzt, mit der Möglichkeit einer einmaligen Verlängerung.